# 부리초등학교
부리초등학교는 대한민국 충청남도 금산군 부리면 양곡리에 있는 공립 초등학교다.

## 학교 연혁
| 1924년 | 5월 15일 | 부리공립보통학교로 개교                  |
| 1938년 | 4월 1일  | 부리공립심상소학교 개칭                  |
| 1941년 | 4월 1일  | 부리공립국민학교 개칭                    |
| 1981년 | 2월 23일 | 병설유치원 인가                          |
| 1994년 | 9월 1일  | 금동분교장 편입                          |
| 1996년 | 3월 1일  | 부리초등학교로 개칭                      |
| 1996년 | 9월 1일  | 부동분교장 편입                          |
| 1998년 | 9월 1일  | 부동분교장 통합                          |
| 1999년 | 9월 1일  | 금동분교장 통합                          |
| 2014년 | 3월 1일  | 7학급 편성(특수학급 1학급)               |
| 2015년 | 2월 13일 | 제90회 졸업(총 5,668명)                  |
| 2017년 | 2월 14일 | 제92회 3명 졸업(총 5,677명)              |
| 2017년 | 3월 1일  | 7학급(특수 1학급), 병설유치원 1학급 편성 |

## 참고 자료
- 부리초등학교 - 한국교육학술정보원 학교알리미